# Zingiber cernuum
Zingiber cernuum är en enhjärtbladig växtart som beskrevs av Nicol Alexander Dalzell. Zingiber cernuum ingår i släktet Zingiber och familjen Zingiberaceae. Inga underarter finns listade i Catalogue of Life.

## Bildgalleri

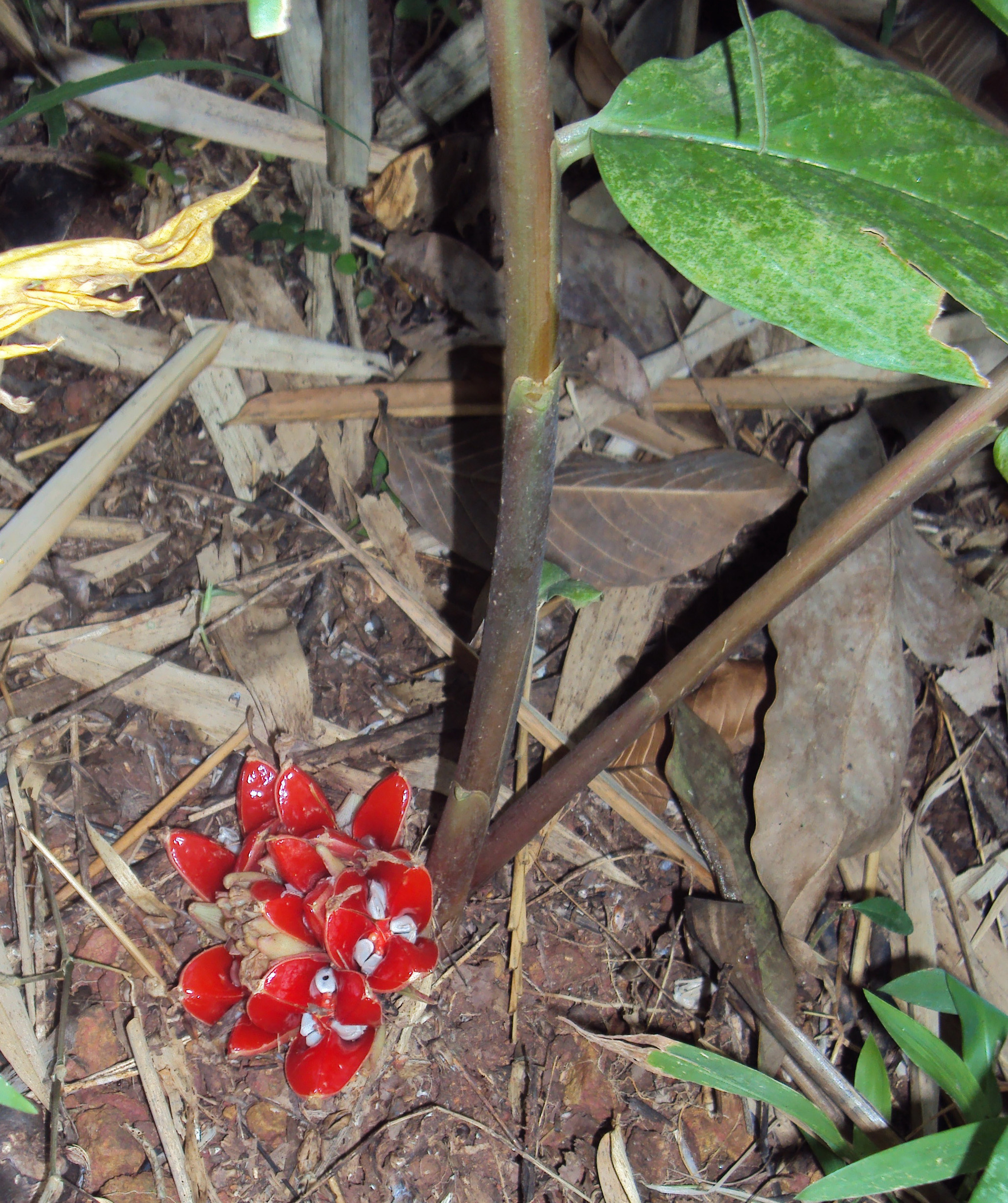
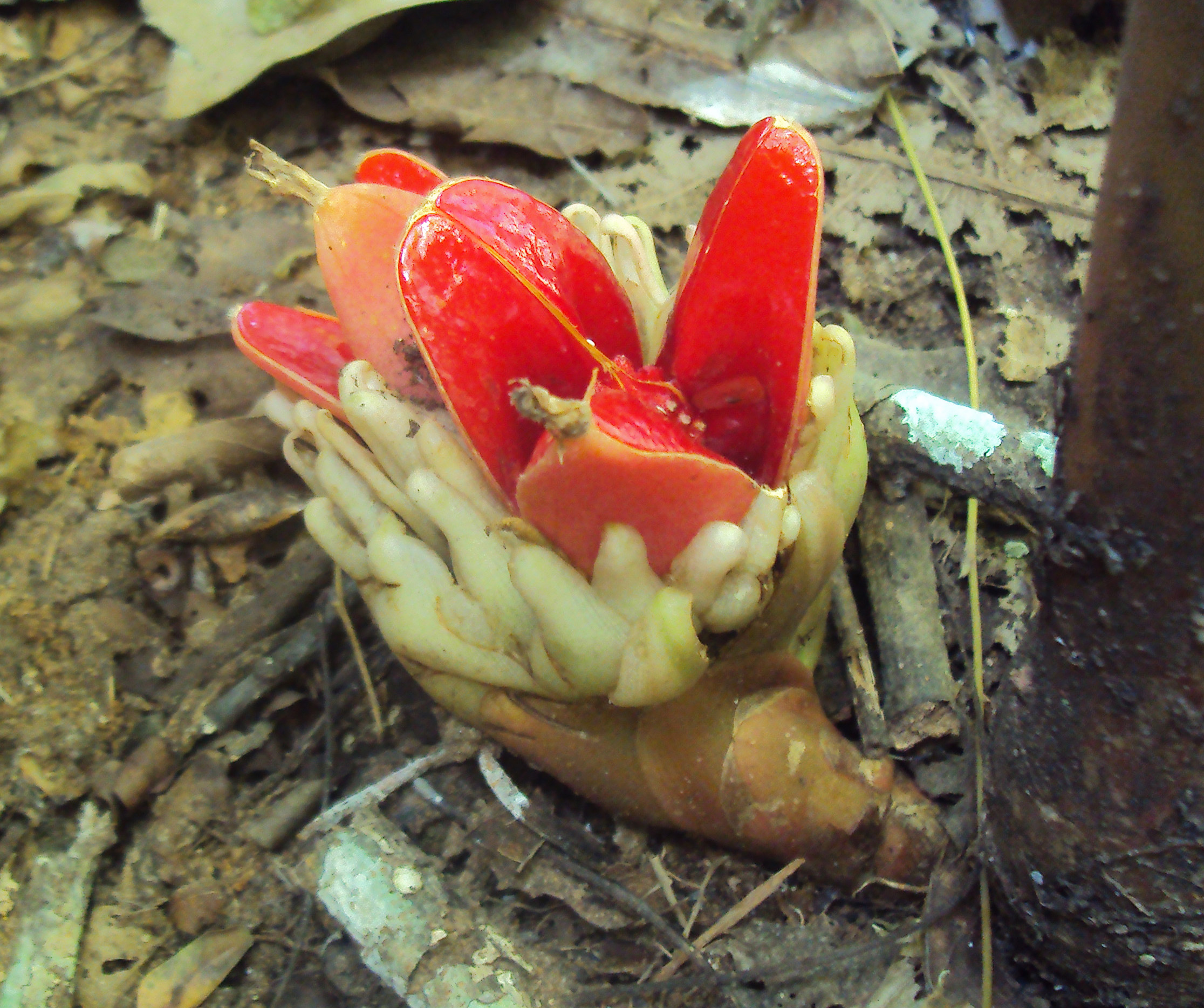
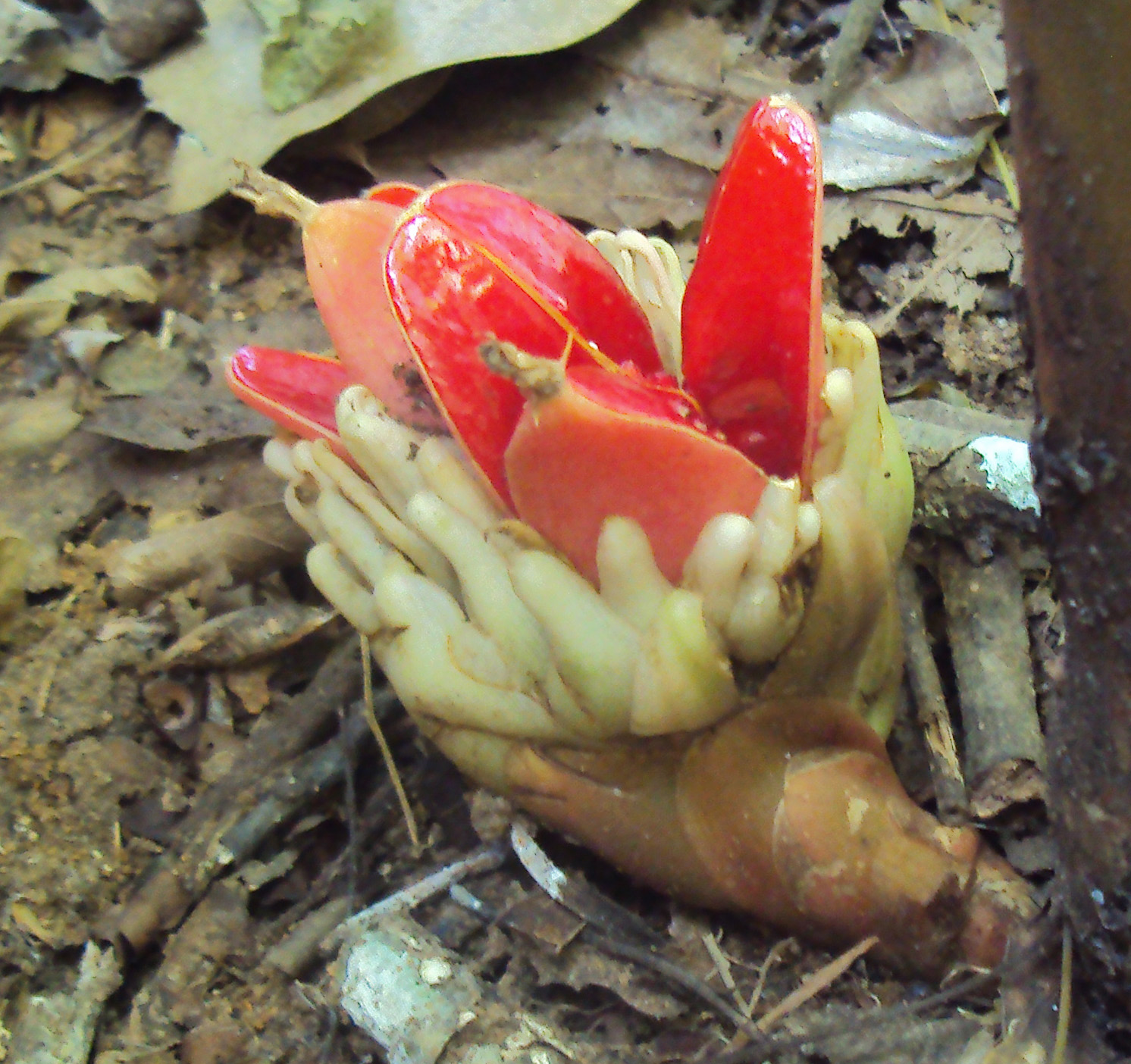
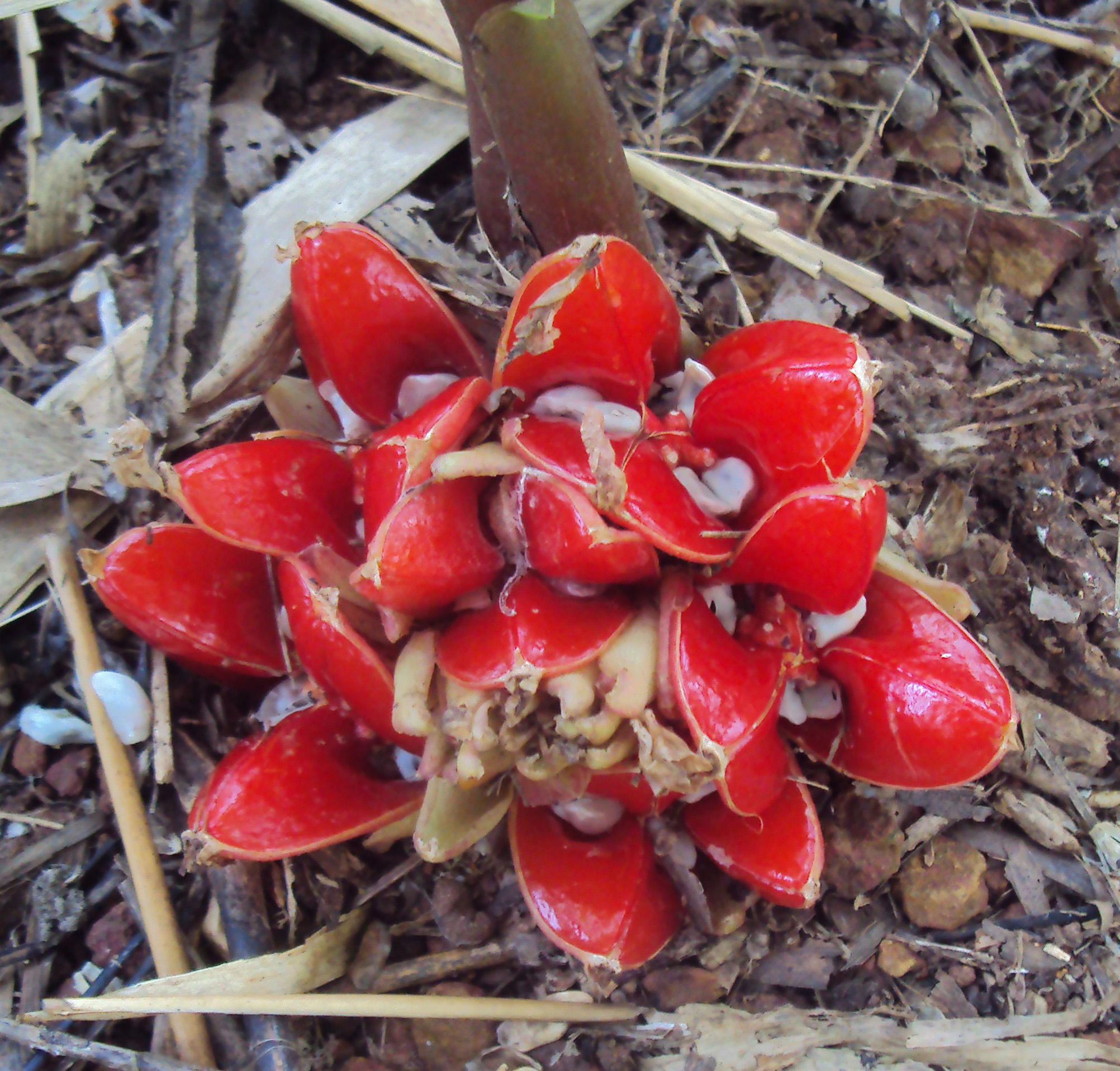